# Eumunida picta
Eumunida picta é uma espécie de crustáceo decápode marinho de águas profundas que ocorre fortemente associada com os recifes coralinos de águas frias de Lophelia pertusa, um coral de águas profundas, e com emanações de metano. A espécie é abundante no Atlântico noroeste, sendo encontrada desde as águas frente a Massachusetts até às da Colômbia.